# Чубинидзе, Леван Варламович
Леван Варламович Чубинидзе (1916—1943) — старший лейтенант Рабоче-крестьянской Красной Армии, участник Великой Отечественной войны, Герой Советского Союза (1943).

## Биография
Леван Чубинидзе родился 1 сентября 1916 года в селе Родинаули (ныне — Зестафонский муниципалитет Грузии). Окончил среднюю школу. В 1937 году Чубинидзе был призван на службу в Рабоче-крестьянскую Красную Армию. В 1939 году он окончил Московское пехотное училище. Участвовал в боях советско-финской войны. С начала Великой Отечественной войны — на её фронтах.
К сентябрю 1943 года старший лейтенант Леван Чубинидзе командовал батальоном 385-го стрелкового полка 112-й стрелковой дивизии 60-й армии Центрального фронта. Отличился во время битвы за Днепр. 24 сентября 1943 года батальон Чубинидзе переправился через Днепр в районе села Ясногородка Вышгородского района Киевской области Украинской ССР и захватил плацдарм на его западном берегу, после чего отразил семнадцать немецких контратак.
Указом Президиума Верховного Совета СССР от 17 октября 1943 года старший лейтенант Леван Чубинидзе был удостоен высокого звания Героя Советского Союза. Орден Ленина и медаль «Золотая Звезда» он получить не успел, так как 19 октября 1943 года скончался от полученных в боях за освобождение Киева ранений. Похоронен в селе Жукин Вышгородского района Киевской области Украины.
В честь Чубинидзе названы улица в Зестафони и школа на его родине.